# Ximo Navarro
Joaquín Navarro Jiménez (Guadahortuna, 23 januari 1990), beter bekend als Ximo Navarro, is een Spaans voetballer die speelt als rechtsback of centrale verdediger. In de zomer van 2022 maakte hij transfervrij de overstap naar Fortuna Sittard.

## Clubcarrière

### Real Mallorca
Navarro speelde tot 2009 in de jeugd bij Real Mallorca, tot hij doordrong tot het B-team van Mallorca, dat speelt in de Segunda División B, het derde niveau van Spanje. Daar maakte hij op 30 augustus 2009 zijn debuut voor tegen UDA Gramenet. Hij speelde twee seizoenen voor het tweede team en kwam daarin tot 58 wedstrijden, waarin hij eenmaal scoorde. In de eerste helft van het seizoen 2011/12 werd hij verhuurd aan Recreativo, dat speelde in de tweede Spaanse divisie. Hij speelde daar twaalf wedstrijden (één doelpunt), voordat hij in januari 2012 opnieuw werd verhuurd, ditmaal aan Córdoba CF. Daar speelde hij achttien wedstrijden.
In het seizoen 2012/13 maakte hij zijn debuut in het eerste elftal van Real Mallorca. Op 18 augustus maakte hij als rechtsback negentig minuten tegen RCD Espanyol. Dat seizoen speelde hij zestien competitiewedstrijden, maar degradeerde hij met Espanyol. Een divisie lager was Navarro vaste basisspeler: hij kwam dat seizoen tot veertig wedstrijden, maar eindigde op een zeer teleurstellende zeventiende plek.

### Almería
In de zomer van 2014 keerde hij terug in La Liga. UD Almería nam Navarro over van Mallorca en bood hem een contract aan voor drie seizoenen. Op 29 augustus maakte hij zijn debuut voor Almería tegen Getafe (1-0 nederlaag). Dat seizoen degradeerde Navarro voor de tweede keer in zijn carrière. Hij miste de eerste helft van het volgende seizoen door een kruisbandblessure, maar miste na zijn terugkeer maar één wedstrijd. Toch eindigde Almería op een achttiende plek in de Segunda Division. Een jaar later eindigde Navarro met Almería als vijftiende. In drie seizoenen bij Almería kwam hij tot 93 wedstrijden, waarin hij driemaal scoorde.

### Las Palmas
In de zomer van 2017 tekende hij transfervrij voor drie seizoenen bij UD Las Palmas. Hij speelde dat seizoen 33 wedstrijden voor Las Palmas, maar degradeerde voor de derde keer uit La Liga. Ditmaal ging hij niet mee na de degradatie.

### Deportivo Alavés
Op 6 juli 2018 maakte Deportivo Alavés dat het Navarro voor drie seizoenen had gecontracteerd. In zijn eerste seizoen eindigde Alavés als elfde. In zijn vierde en laatste seizoen degradeerde Navarro voor de vierde keer in zijn carrière uit La Liga. Zijn contract liep af aan het einde van dat seizoen en dus bleef het voor Navarro bij 104 wedstrijden voor Alavés, waarin hij driemaal scoorde.

### Fortuna Sittard
Op 14 september 2022, na de sluiting van de transfermarkt, sloot Navarro zich aan bij Fortuna Sittard, waar hij Julio Velázquez tegenkwam, één van zijn trainers bij Alavés. Hij maakte op 2 oktober zijn debuut voor Fortuna tegen FC Volendam (2-0 winst).

## Statistieken
| Seizoen     | Club                | Competitie         | Competitie | Competitie | Beker | Beker | Totaal | Totaal |
| Seizoen     | Club                | Competitie         | Wed.       | Dlp.       | Wed.  | Dlp.  | Wed.   | Dlp.   |
| ----------- | ------------------- | ------------------ | ---------- | ---------- | ----- | ----- | ------ | ------ |
| 2009/10     | Real Mallorca B     | Segunda División B | 30         | 1          | 0     | 0     | 30     | 1      |
| 2010/11     | Real Mallorca B     | Segunda División B | 28         | 0          | 0     | 0     | 28     | 0      |
| 2011/12     | Recreativo          | Segunda División   | 12         | 1          | 0     | 0     | 12     | 1      |
| 2011/12     | Córdoba             | Segunda División   | 19         | 0          | 0     | 0     | 19     | 0      |
| 2012/13     | Real Mallorca       | La Liga            | 15         | 0          | 3     | 0     | 18     | 1      |
| 2013/14     | Real Mallorca       | Segunda División   | 38         | 0          | 1     | 0     | 39     | 0      |
| 2014/15     | Almería             | La Liga            | 28         | 0          | 1     | 0     | 29     | 0      |
| 2015/16     | Almería             | Segunda División   | 24         | 1          | 1     | 0     | 25     | 1      |
| 2016/17     | Almería             | Segunda División   | 37         | 2          | 0     | 0     | 37     | 2      |
| 2017/18     | Las Palmas          | La Liga            | 31         | 0          | 2     | 0     | 33     | 0      |
| 2018/19     | Deportivo Alavés    | La Liga            | 31         | 2          | 0     | 0     | 31     | 2      |
| 2019/20     | Deportivo Alavés    | La Liga            | 23         | 0          | 0     | 0     | 23     | 0      |
| 2020/21     | Deportivo Alavés    | La Liga            | 31         | 1          | 1     | 0     | 32     | 1      |
| 2021/22     | Deportivo Alavés    | La Liga            | 18         | 0          | 0     | 0     | 18     | 0      |
| 2022/23     | Fortuna Sittard     | Eredivisie         | 15         | 0          | 1     | 0     | 16     | 0      |
| 2023/24     | Deportivo La Coruña | Primera Federación | 20         | 0          | 1     | 0     | 21     | 1      |
| Club totaal | Club totaal         | Club totaal        | 400        | 8          | 11    | 0     | 411    | 8      |

Bijgewerkt op 10 april 2024